# Aire d'attraction de Saint-Valery-en-Caux
L'aire d'attraction de Saint-Valery-en-Caux est un zonage d'étude défini par l'Insee pour caractériser l’influence de la commune de Saint-Valery-en-Caux sur les communes environnantes. Publiée en octobre 2020, elle se substitue à l'aire urbaine de Saint-Valery-en-Caux, qui se composait d'une commune dans le zonage de 2010.

## Définition
L'aire d'attraction d'une ville est composée d’un pôle, défini à partir de critères de population et d’emploi ainsi que d’une couronne constituée des communes dont au moins 15 % des actifs travaillent dans le pôle. Le pôle d’attraction constitue ainsi un point de convergence des déplacements domicile-travail,.

## Type et composition
L’aire d'attraction de Saint-Valery-en-Caux est une aire intra-départementale qui comporte 17 communes en Seine-Maritime. 
Elle est catégorisée dans les aires de moins de 50 000 habitants, une catégorie qui regroupe 12,2 % au niveau national.

### Carte

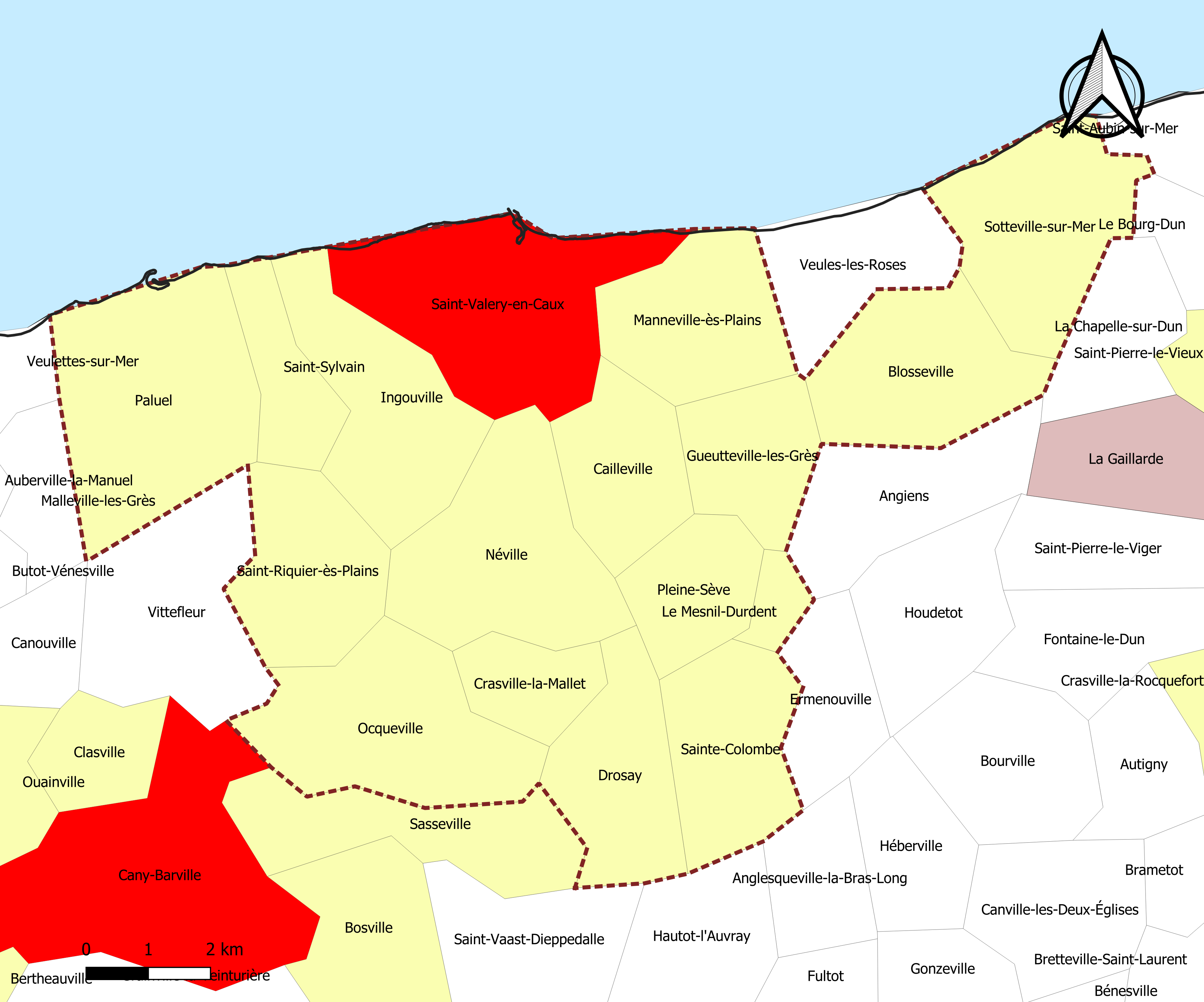
Carte de l'aire d'attraction de Saint-Valery-en-Caux.
Commune-centre
Commune de la couronne

### Composition communale
| Nom                                   | Code Insee | Département    | Statut                 | Superficie (km2) | Population (dernière pop. légale) | Densité (hab./km2) | Modifier                                    |
| ------------------------------------- | ---------- | -------------- | ---------------------- | ---------------- | --------------------------------- | ------------------ | ------------------------------------------- |
| Saint-Valery-en-Caux (commune-centre) | 76655      | Seine-Maritime | commune-centre         | 10,47            | 3 884 (2022)                      | 371                | modifier les données · modifier les données |
| Blosseville                           | 76104      | Seine-Maritime | commune de la couronne | 6,96             | 257 (2022)                        | 37                 | modifier les données · modifier les données |
| Cailleville                           | 76151      | Seine-Maritime | commune de la couronne | 5,03             | 247 (2022)                        | 49                 | modifier les données · modifier les données |
| Crasville-la-Mallet                   | 76189      | Seine-Maritime | commune de la couronne | 3,21             | 189 (2022)                        | 59                 | modifier les données · modifier les données |
| Drosay                                | 76221      | Seine-Maritime | commune de la couronne | 6,43             | 192 (2022)                        | 30                 | modifier les données · modifier les données |
| Gueutteville-les-Grès                 | 76336      | Seine-Maritime | commune de la couronne | 4,39             | 364 (2022)                        | 83                 | modifier les données · modifier les données |
| Ingouville                            | 76375      | Seine-Maritime | commune de la couronne | 7,91             | 277 (2022)                        | 35                 | modifier les données · modifier les données |
| Manneville-ès-Plains                  | 76407      | Seine-Maritime | commune de la couronne | 6,36             | 313 (2022)                        | 49                 | modifier les données · modifier les données |
| Le Mesnil-Durdent                     | 76428      | Seine-Maritime | commune de la couronne | 1,32             | 17 (2022)                         | 13                 | modifier les données · modifier les données |
| Néville                               | 76467      | Seine-Maritime | commune de la couronne | 9,23             | 1 339 (2022)                      | 145                | modifier les données · modifier les données |
| Ocqueville                            | 76480      | Seine-Maritime | commune de la couronne | 8,91             | 445 (2022)                        | 50                 | modifier les données · modifier les données |
| Paluel                                | 76493      | Seine-Maritime | commune de la couronne | 10,87            | 385 (2022)                        | 35                 | modifier les données · modifier les données |
| Pleine-Sève                           | 76504      | Seine-Maritime | commune de la couronne | 4,07             | 129 (2022)                        | 32                 | modifier les données · modifier les données |
| Sainte-Colombe                        | 76569      | Seine-Maritime | commune de la couronne | 5,74             | 222 (2022)                        | 39                 | modifier les données · modifier les données |
| Saint-Riquier-ès-Plains               | 76646      | Seine-Maritime | commune de la couronne | 6,22             | 628 (2022)                        | 101                | modifier les données · modifier les données |
| Saint-Sylvain                         | 76651      | Seine-Maritime | commune de la couronne | 3,24             | 135 (2022)                        | 42                 | modifier les données · modifier les données |
| Sotteville-sur-Mer                    | 76683      | Seine-Maritime | commune de la couronne | 8,09             | 394 (2022)                        | 49                 | modifier les données · modifier les données |